# Alexandre-Pierre-Amédée Godeau d'Entraigues
Pour les articles homonymes, voir Godeau d'Entraigues.
Pierre Alexandre Amédée Godeau d'Entraigues, né le 6 juillet 1785 à Châtillon-sur-Indre et mort le 21 août 1856 au château de la Moustière (Vicq-sur-Nahon), est un haut fonctionnaire français, préfet et conseiller d'État.

## Biographie
Né le 6 juillet 1785 à Châtillon-sur-Indre du baron Alexandre Godeau d'Entraigues, conseiller au Parlement de Bourgogne puis à la cour d'appel de Bourges, et d'Elisa de Nesdes de Fromenteau, Amédée Godeau d'Entraigues est le frère de Jules Godeau d'Entraigues.
Il s'engage dans la Marine à l'âge de quinze ans et est enseigne de vaisseau, commandant une division de péniches, en 1804. Alors jeune officier de marine, il est blessé à la bataille de Trafalgar, le 21 octobre 1805. 
En 1806, il épouse au château de Valençay Anna Francesca, née à Rome en 1790, fille d'Antonio Santacroce (it), prince di San Gemini, et de la princesse Guiliana Falconieri (it), ainsi que nièce de Pie VI et pupille de Talleyrand. Leur fille aînée épousa Eugène Valentin Loiseau, consul de France et maire de Fondettes, et la troisième, Catherine Charlotte, épousa le maître de forges Claude Joseph Grenouillet.
Ayant quitté les armes, proche de Talleyrand, il est nommé auditeur au Conseil d'État le 19 janvier 1810, et se lance dans une carrière administrative comme sous-préfet à Lille, 30 janvier/16 mars 1812, de Gorcum, 8 avril/23 mai 1813, de Saint-Pol, 6 janvier/15 mars 1814. Il cesse ses fonctions le 25 avril 1815. 
La Restauration le tint à l'écart de toute activité administrative et politique. Il se retire alors dans ses propriétés, se consacrant à l'agriculture. 
Le régime de Louis-Philippe le porte à la préfecture d'Indre-et-Loire, 2/5 août 1830, puis maître des requêtes au Conseil d'État en 1833. Sous sa préfecture, des améliorations dans le domaine des voies de communication sont mises en place. Tombé en disgrâce, il cesse ses fonctions le 17 janvier 1847. 
Nommé conseiller d'État honoraire en janvier 1847, il perçoit une pension de 3 333 francs à partir du 17 janvier 1847.
Il décède dans son château de la Moustière, commune de Vicq-sur-Nahon, le 21 août 1856.
Une rue de Tours porte son nom depuis 1856.

## Sources
- Grands notables du Premier Empire: Indre, CNRS, 1994
- André Beau, Talleyrand: l'apogée du sphinx : la Monarchie de Juillet, Royer, 1998
- Le personnel de l'administration préfectorale, 1800-1880, Centre historique des Archives nationales, 1998
- Germain Sarrut, Biographie des hommes du jour, 1840
- Mémoires de la Société archéologique de Touraine, 1880